# بسلة قزمية
بسلة قزمية (الاسم العلمي:Pisum pumilio) هي نوع من النباتات تتبع جنس البسلة من الفصيلة البقولية.